# Laccornis latens
Laccornis latens är en skalbaggsart som först beskrevs av Henry Clinton Fall 1937.  Laccornis latens ingår i släktet Laccornis och familjen dykare. Inga underarter finns listade i Catalogue of Life.